# Litang
Litang (en tibetano: ལི་ཐང, wylie: li tang, ZWPY: Litang ; en chino, 理塘; pinyin, Lǐtáng)  es un condado bajo la administración directa de la Prefectura Garze. Se ubica al oeste de la provincia de Sichuan, en el corazón geográfico de la República Popular China. Su área es de 13 996 km² y su población total para 2010 superó los 70 mil habitantes,
Litang formó parte de la ruta comercial que unía Europa, China y otros países asiáticos y que se conocía como ruta de la Seda. 
Litang tuvo un papel importante en la historia de la región. Fue un reino independiente hasta que fue absorbida por la cultura china. Durante la dinastía Qing se convirtió en un puesto avanzado. En la actualidad, es un punto de mercadeo para las tribus nómadas Khampas que habitan en la región.
En Litang se encuentra un monasterio construido hace ya 400 años. En la actualidad es la residencia de más de 1000 monjes budistas y la principal escuela de budismo tibetano de la región.
La población ha adquirido fama mundial gracias a la carrera de caballos que se celebra cada año el 1 de agosto. Esta carrera, que se realiza en honor de la buena cosecha, permite ver a los habitantes tibetanos vestidos con sus trajes tradicionales.

## Administración
El condado de Litang se divide en 22 pueblos que se administran en 7 poblados y 15 villas.

## Toponimia
Recibe su nombre de la extensa pradera de Maoya. Litang se compone de los signos tibetanos "Li" traduce a bronce y "Tang" traduce a campo de hierba y terreno llano. El significado en tibetano es 'campo de hierba tan plano como un espejo de bronce'.

## Clima
Con una altitud de casi 4000 m s.n.m., Litang goza de un clima alpino subártico, con inviernos largos, fríos y secos, y veranos cortos y frescos con lluvias muy frecuentes. La temperatura media mensual oscila entre -4,9 °C en enero y 11,0 °C en julio; la media anual es de 3,65 °C.
Más del 80 % de los 765 mm de precipitación anual se produce entre junio y septiembre. Con un porcentaje de insolación mensual que oscila entre el 38 % en julio y el 83 % en diciembre, la capital del condado recibe 2643 horas de sol al año, siendo el invierno, con diferencia, la estación más soleada.
| Parámetros climáticos promedio de Litang (1981−2010 normals)                            | Parámetros climáticos promedio de Litang (1981−2010 normals) | Parámetros climáticos promedio de Litang (1981−2010 normals) | Parámetros climáticos promedio de Litang (1981−2010 normals) | Parámetros climáticos promedio de Litang (1981−2010 normals) | Parámetros climáticos promedio de Litang (1981−2010 normals) | Parámetros climáticos promedio de Litang (1981−2010 normals) | Parámetros climáticos promedio de Litang (1981−2010 normals) | Parámetros climáticos promedio de Litang (1981−2010 normals) | Parámetros climáticos promedio de Litang (1981−2010 normals) | Parámetros climáticos promedio de Litang (1981−2010 normals) | Parámetros climáticos promedio de Litang (1981−2010 normals) | Parámetros climáticos promedio de Litang (1981−2010 normals) | Parámetros climáticos promedio de Litang (1981−2010 normals) |
| Mes                                                                                     | Ene.                                                         | Feb.                                                         | Mar.                                                         | Abr.                                                         | May.                                                         | Jun.                                                         | Jul.                                                         | Ago.                                                         | Sep.                                                         | Oct.                                                         | Nov.                                                         | Dic.                                                         | Anual                                                        |
| --------------------------------------------------------------------------------------- | ------------------------------------------------------------ | ------------------------------------------------------------ | ------------------------------------------------------------ | ------------------------------------------------------------ | ------------------------------------------------------------ | ------------------------------------------------------------ | ------------------------------------------------------------ | ------------------------------------------------------------ | ------------------------------------------------------------ | ------------------------------------------------------------ | ------------------------------------------------------------ | ------------------------------------------------------------ | ------------------------------------------------------------ |
| Temp. máx. abs. (°C)                                                                    | 17.4                                                         | 16.3                                                         | 21.6                                                         | 21.1                                                         | 23.3                                                         | 24.4                                                         | 25.9                                                         | 22.9                                                         | 23.1                                                         | 20.5                                                         | 17.1                                                         | 15.4                                                         | '                                                            |
| Temp. máx. media (°C)                                                                   | 4.1                                                          | 5.3                                                          | 8.0                                                          | 11.1                                                         | 15.2                                                         | 17.4                                                         | 17.2                                                         | 16.7                                                         | 15.4                                                         | 12.6                                                         | 7.9                                                          | 4.6                                                          | 11.3                                                         |
| Temp. media (°C)                                                                        | −4.9                                                         | −3.1                                                         | 0.1                                                          | 3.5                                                          | 7.9                                                          | 10.7                                                         | 11.0                                                         | 10.4                                                         | 8.7                                                          | 5.0                                                          | −0.8                                                         | −4.7                                                         | 3.7                                                          |
| Temp. mín. media (°C)                                                                   | −12.4                                                        | −9.9                                                         | -6.0                                                         | −2.4                                                         | 1.8                                                          | 5.8                                                          | 6.8                                                          | 6.3                                                          | 4.4                                                          | −0.4                                                         | −7.2                                                         | -12.0                                                        | -2.1                                                         |
| Temp. mín. abs. (°C)                                                                    | −27.2                                                        | −21.6                                                        | −18.9                                                        | −11.3                                                        | −7.5                                                         | −3.7                                                         | −0.6                                                         | −2.5                                                         | -4.0                                                         | −10.5                                                        | −19.7                                                        | −30.6                                                        | '                                                            |
| Precipitación total (mm)                                                                | 1.4                                                          | 4.3                                                          | 13.7                                                         | 27.3                                                         | 52.6                                                         | 141.7                                                        | 190.1                                                        | 168.3                                                        | 121.4                                                        | 33.0                                                         | 7.9                                                          | 2.8                                                          | 764.5                                                        |
| Días de precipitaciones (≥ 0.1 mm)                                                      | 2.1                                                          | 4.1                                                          | 8.0                                                          | 11.9                                                         | 14.2                                                         | 20.7                                                         | 24.6                                                         | 22.8                                                         | 20.1                                                         | 9.8                                                          | 4.4                                                          | 2.2                                                          | 144.9                                                        |
| Horas de sol                                                                            | 259.7                                                        | 231.8                                                        | 248.4                                                        | 228.2                                                        | 235.1                                                        | 186.4                                                        | 161.9                                                        | 168.3                                                        | 177.7                                                        | 233.4                                                        | 251.0                                                        | 261.0                                                        | 2642.9                                                       |
| Humedad relativa (%)                                                                    | 40                                                           | 43                                                           | 49                                                           | 54                                                           | 55                                                           | 67                                                           | 74                                                           | 76                                                           | 73                                                           | 62                                                           | 51                                                           | 44                                                           | 57.3                                                         |
| Fuente: China Meteorological Administration (precipitation days and sunshine 1971–2000) |                                                              |                                                              |                                                              |                                                              |                                                              |                                                              |                                                              |                                                              |                                                              |                                                              |                                                              |                                                              |                                                              |